# Victor Brauner
Victor Brauner (15. června 1903 Piatra Neamtz v Karpatech, Rumunsko – 12. března 1966 Paříž) byl malíř – surrealista rumunského původu, působící v Paříži.

## Život
V roce 1907, kvůli nepokojům v Moldavsku, Braunerova rodina emigrovala do Hamburku. Na začátku balkánské války v roce 1912 se rodina přestěhovala do Vídně. Roku 1914 se Braunerova rodina vrátila do Bukurešti. Od svého dětství Victor Brauner tajně navštěvoval setkání spiritistů organizované jeho otcem, vášnivým okultistou. Viktor Brauner začal malovat v roce 1917, navštěvoval evangelickou školu v Braile. V roce 1919 se zapsal na Vysokou školu výtvarných umění v Bukurešti. Byl brzy vyloučen kvůli svým dílům, které byly považovány za skandální. 26. září 1924 se v Bukurešti uskutečnila jeho první výstava. Victor Brauner se účastnil hnutí „rumunského dadaismu“ až do roku 1930.
V roce 1930 se přestěhoval do Paříže, kde byl uvítán přítelem a krajanem Constantinem Brancusim. Spřátelil se s Alberto Giacomettim a Yvesem Tanguyem. K surrealistické skupině se Brauner oficiálně připojil v roce 1932. V roce 1933 ho Yves Tanguy představil André Bretonovi, poté se Brauner setkal s René Charem. V roce 1934 praktikoval automatickou kresbu a namaloval mnoho obrazů, na nichž se neustále vrací téma oka. V témže roce se v Galerii Pierre konala jeho první pařížská výstava.
Dne 28. srpna 1938, během šarvátky mezi Oscarem Dominguezem a Estebanem Francesem, Victor Brauner přichází o své levé oko.
V červnu 1940 po částečné okupaci Francie německou armádou, Victor Brauner našel útočiště neprve v rodině básníka Roberta Riuse v Perpignanu. V listopadu byl ve vile Air-Bel v Marseille, s dalšími surrealisty jako André Breton, Max Ernst, Wifredo Lam a další.
V roce 1947 se zúčastnil mezinárodní surrealistické výstavy v galerii Maeght v Paříži. Po této výstavě opustil surrealistickou skupinu.